# Tramvajová trať Bytomska – Elewator Ewa
Tramvajová trať Bytomska – Elewator Ewa byla služební tramvajová trať, která byla v provozu od roku 1955 do přelomu let 1963 a 1964 v oblasti štětínského přístavu na ostrově Łasztownia, na dnešním sídlišti Międzyodrze-Wyspa Pucka. Infrastruktura trati byla zcela nezávislá na štětínské tramvajové síti. Trať provozoval Přístavní úřad.

## Dějiny
Kvůli potřebě přepravovat přístavní dělníky z Bytomské ulice (v jižní části ostrova) k sýpce Ewa (v severní části ostrova) se vedení štětínského přístavu rozhodlo zprovoznit tramvajovou linku. Pro tento účel bylo rozhodnuto využít stávající železniční infrastrukturu. Přístavní rada si vybrala jednu z neelektrifikovaných železničních tratí a pronajala si ji od jejího správce, společnosti Polskie Koleje Państwowe. V rámci příprav na otevření tramvajové trati byly na trati zrušeny všechny výhybky a od štětínského dopravního podniku MPK byly zakoupeny tři tramvajové vozy Herbrand. O instalaci trakčního vedení nad tratí nebylo rozhodnuto. Problém napájení vozového parku byl vyřešen instalací 250 akumulátorů o napětí 400 V do každé tramvaje. Baterie se nabíjely každých 4–6 hodin na konečné zastávce u sýpky Ewa. V roce 1961 byly tramvaje Herbrand kvůli potížím, způsobeným poruchami baterií a nutností častého dobíjení, vyřazeny a nahrazeny jednou tramvají typu L od MPK. Tramvaj byla poháněna elektrickým generátorem poháněným spalovacím motorem o výkonu 60 kW. Na přelomu let 1963/1964 byl provoz tramvajové linky ukončen kvůli problémům s brzdovým systémem tramvaje.

## Linka
| Linka | Trasa                                                                  | Frekvence [min]                              | Zastávky |
| ----- | ---------------------------------------------------------------------- | -------------------------------------------- | -------- |
| –     | ulica Bytomska ↔ Elewator Ewa Magazyn nr 44 – Nabrzeże Czechosłowackie | 10 nebo 20 min (špička) 60 min (mimo špičku) | 2        |

## Vozový park
| Typ      | Roky provozu   | Popis                                                        | Počet vozů |
| -------- | -------------- | ------------------------------------------------------------ | ---------- |
| Herbrand | 1955–1961      | Vozy zakoupené od MPK Szczecin. Vybavené bateriovým pohonem. | 3          |
| L        | 1961–1963/1964 | Vůz obdržený od MPK Szczecin. Vybaven dieselovým pohonem.    | 1          |